# تاتارسکایا باشماکوفکا
تاتارسکایا باشماکوفکا (به لاتین: Tatarskaya Bashmakovka) یک منطقهٔ مسکونی در روسیه است که در استان آستراخان واقع شده‌است.